# 威廉斯伯勒 (北卡羅萊納州)
威廉斯伯勒（英語：Williamsboro）是位於美國北卡羅萊納州萬斯縣的非建制地區。

## 歷史
威廉斯伯勒的郵局於1794年設立，其後於1909年停運。

## 地理
威廉斯伯勒所處的海拔為高於海平面130米（即427英呎），而該地所採用的時區為UTC-5，即北美东部时区（EST）。同時該地設有夏令時間，為UTC-5調快一小時，即UTC-4（EDT）。